# NGC 2841
Coordenades:  9h 22m 02.6s; +50° 58′ 35″
NGC 2841 és una galàxia espiral inclinada en la constel·lació de l'Ossa Major. Inicialment es pensava que estava situada a uns 30 milions d'anys llum de distància, un sondeig del Telescopi Espacial Hubble realitzat el 2001 a la galàxia de variable cefeida, va determinar que era aproximadament de 14,1 megaparsecs o 46 milions d'anys llum de distància.

## Estructura
Estructuralment, NGC 2841 és una galàxia espiral gegant, amb propietats similars a les de la Galàxia d'Andròmeda. Es tracta d'un prototipus de galàxia espiral floculenta, un tipus de galàxia espiral on els braços són irregulars i discontinus.
NGC 2841 també es caracteritza per la seva gran població d'estrelles blaves joves i poques regions H II.

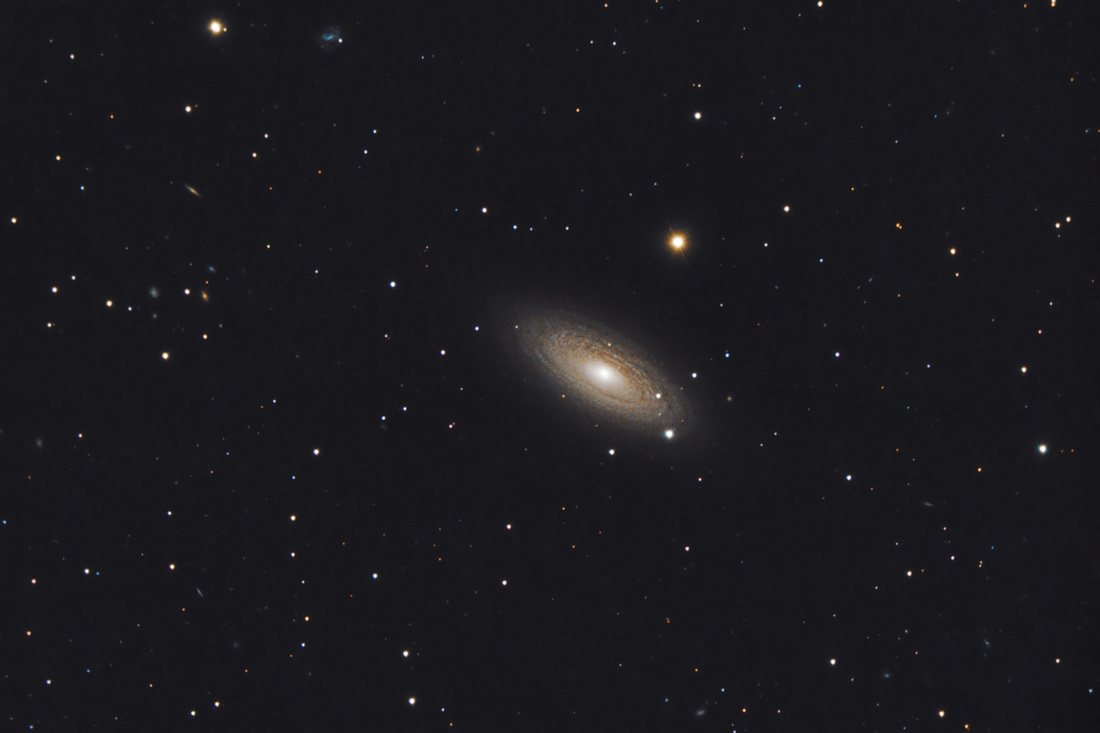
Imatge de NGC 2841.
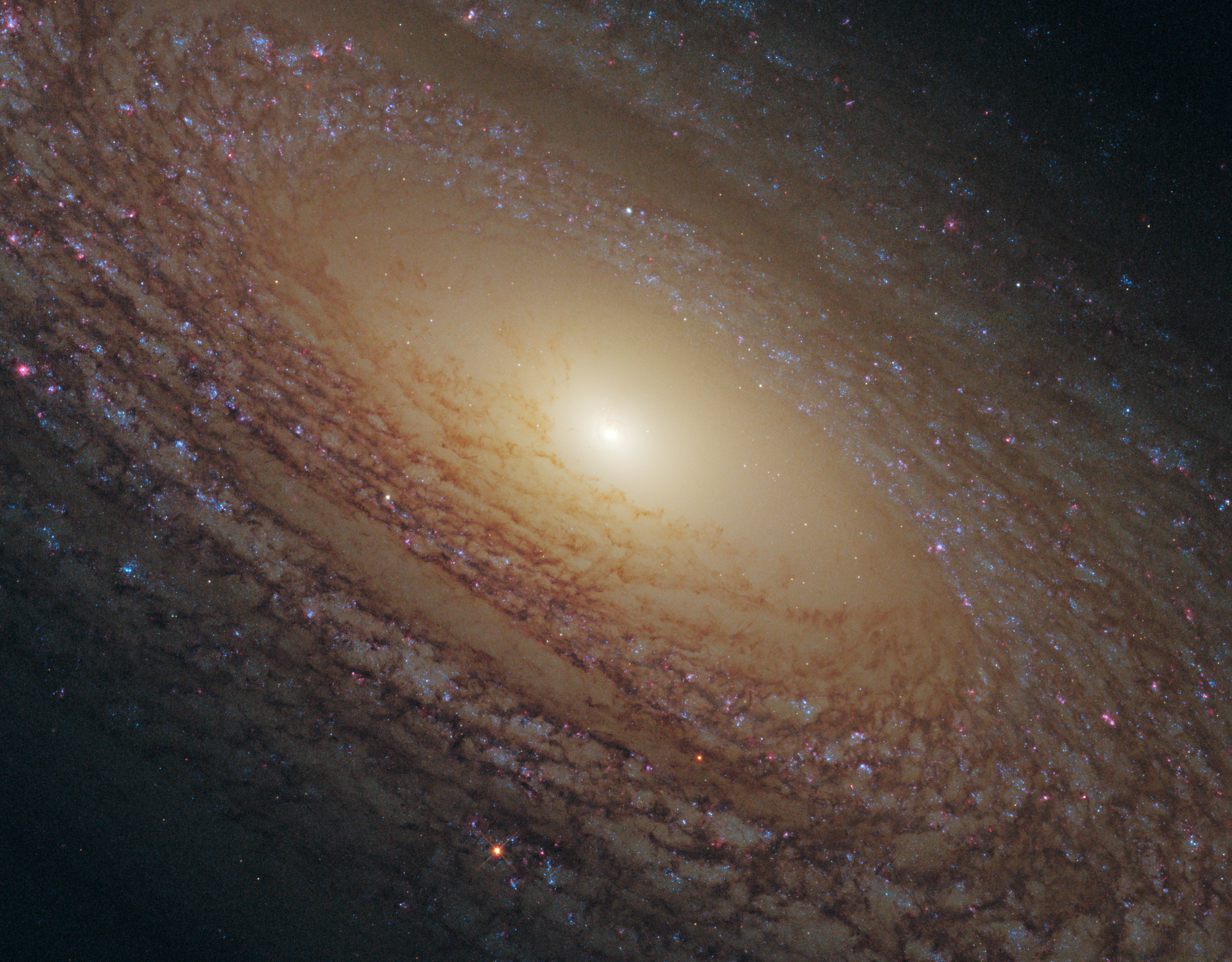
Imatge del Hubble de NGC 2841.

## Emissió LINER
NGC 2841 conté una regió de baixa ionització-línia d'emissió nuclear (LINER), un tipus de regió que es caracteritza per l'emissió de línia espectral dels àtoms dèbilment ionitzats.